# Mount William
Mount William är ett berg i Australien. Det ligger i regionen Ararat och delstaten Victoria, omkring 220 kilometer väster om delstatshuvudstaden Melbourne. Toppen på Mount William är 1 167 meter över havet, eller 531 meter över den omgivande terrängen. Bredden vid basen är 10,2 km.
Mount William är den högsta punkten i trakten. Runt Mount William är det mycket glesbefolkat, med 3 invånare per kvadratkilometer..
I omgivningarna runt Mount William växer i huvudsak städsegrön lövskog. Genomsnittlig årsnederbörd är 777 millimeter. Den regnigaste månaden är juli, med i genomsnitt 125 mm nederbörd, och den torraste är januari, med 25 mm nederbörd.